# Anni 730 a.C.
Gli anni 730 a.C. sono il decennio che comprende gli anni dal 739 a.C. al 730 a.C. inclusi.

## Eventi, invenzioni e scoperte
- Fondazione delle colonie greche di Naxos, Siracusa e Reggio
- Prima guerra messenica
- Fondazione di Palermo da parte dei Fenici di Tiro

## Morti
- Menachem, re737 a.C.
- Pekachia, re735 a.C.
- Iotam, re
- Sarduri II, re armeno733 a.C.
- Mirso, re732 a.C.
- Pekach, re
- Rezin, sovrano siriano730 a.C.
- Anfidamante, sovrano greco antico
- Sheshonq V, faraone egizio